# Lasiurus varius
Lasiurus varius (Poeppig, 1835) è un pipistrello della famiglia dei Vespertilionidi diffuso nell'America meridionale.

## Descrizione

### Dimensioni
Pipistrello di piccole dimensioni, con la lunghezza della testa e del corpo tra 53 e 65 mm, la lunghezza dell'avambraccio tra 40,3 e 41,6 mm, la lunghezza della coda tra 51 e 56 mm, la lunghezza del piede tra 6,8 e 7,3 mm, la lunghezza delle orecchie tra 13 e 14 mm e un peso fino a 12,4 g.

### Aspetto
La pelliccia è lunga e densa. Le parti dorsali sono castane, mentre le parti ventrali sono giallo-arancioni. Il muso è appuntito e largo, dovuto alla presenza di due masse ghiandolari sui lati. Le orecchie sono corte, arrotondate e ben separate. Il trago è corto, stretto, con l'estremità arrotondata e curvato in avanti. Le membrane alari sono nerastre. La punta della lunga coda si estende leggermente oltre l'ampio uropatagio, il quale è densamente ricoperto di lunghi peli dello stesso colore del dorso. 

## Biologia

### Comportamento
Si rifugia solitariamente nel fogliame degli alberi e più raramente tra le rocce.

### Alimentazione
Si nutre di insetti.

## Distribuzione e habitat
Questa specie è diffusa dall'Argentina centro-occidentale e Cile centrale fino alla Terra del Fuoco.

## Conservazione
La IUCN Red List, considerato il vasto areale e la popolazione presumibilmente numerosa, classifica L.varius come specie a rischio minimo (Least Concern)).